# Стигер, Уилл
Уилл Стигер (Уилл Штегер, англ. Will Steger; родился 27 августа 1944 года в Ричфилде, штат Миннесота) — американский учёный и путешественник, видный представитель в исследовании и сохранении Арктики; совершил одни из наиболее значительных экспедиций на собачьих упряжках; например, таких, как:
- 1986 год — первое официальное путешествие на Северный полюс на собачьих упряжках (без сопровождения командой поддержки)[источник не указан 3039 дней],
- 1988 год — 1600-мильное пересечение Гренландии (юг-север): самая длинная экспедиция на собачьих упряжках в истории на тот момент,
- 1989-90 — 3471-мильная международная Транс-антарктическая экспедиция — первое пересечение Антарктиды на собачьих упряжках,
- 1995 год — Международный проект Арктика: единственное пересечение Ледовитого океана на собаках от России до острова Элсмир в Канаде[2].

Штегер является соучредителем Центра Глобального экологического образования (CGEE) в Хэмлайнском университете (англ. Hamline University) в 1991 году после успешной международной Транс-Антарктической экспедиции, за которой следили 15 миллионов студентов по всему миру.

В 1993 году он основал Всемирную школу для обучения выживанию в Университете Сент-Томас (Миннесота).

В 2006 году, из-за его высокорастущей озабоченности по поводу изменения климата, он основал Фонд Стегера для обучения и расширения возможностей людей участвовать в решениях по изменению климата (глобальное потепление).

В 2014 году он основал Центр изучения дикой природы Стегера(англ. Steger Wilderness Center): конечная цель его основной миссии — сохранить планету пригодной к жизни для будущих поколений.

## Интересные факты
8 марта 1995 года интернациональная экспедиция из шести человек во главе с Уиллом стартовала от архипелага Северная Земля (Россия) в направлении острова Элсмир (Канада). Предстояло пройти около 4000 километров, причем на полюсе планировалось оказаться в День Земли, 22 апреля. И вот, после полутора месяцев перехода по снежным полям Северного Ледовитого океана, полярники достигают Северного полюса — и видят там русских, играющих в футбол. Именно в этот день, 21 апреля, Сергей Зырянов, предприниматель и популяризатор спорта, организовал за свой счет на Северном полюсе мини-турнир среди любительских команд. Для хорошего настроения привезен был даже целый ансамбль мотологической музыки «Тайм-Аут», который смог дать 12-минутный концерт на ветру в сильный мороз. Народ слушал музыку, играл в футбол, пил водку — всем было весело. Всем, кроме Стигера. Поначалу, он не мог сказать ничего, кроме «Crazу, crazу, crazу…», а потом плюнул, обозвал Северный полюс проходным двором и увёл свою экспедицию обратно в Белое Безмолвие, к далёкому канадскому берегу…